# Kraanpoort (Deventer)
De Kraanpoort is een voormalige stadspoort van de stad Deventer. De poort ontleende zijn naam aan de nabij gelegen "Grote Kraan", die aan de IJsselkade stond om daar zware ladingen uit schepen te takelen. 
Bergpoort 
· Brinkpoort 
· Duimpoort 
· Heestpoort 
· Kraanpoort 
· Melksterpoort
· Mosselpoort
· Noordenbergpoort
· Pijperspoort
· Raampoort
· Schoenmakerspoort
· Veerpoort 
· Verwerspoort 
· Vispoort 
· Vullerspoort
· Zandpoort